# Кукуєцій-Ной
Кукуєцій-Ной (рум. Cucuieții Noi) — село в Ришканському районі Молдови. Входить до складу комуни, адміністративним центром якої є село Алексендрешть.